# Rosa hirtissima
Rosa hirtissima är en rosväxtart som beskrevs av Lonacz.. Rosa hirtissima ingår i släktet rosor, och familjen rosväxter. Inga underarter finns listade i Catalogue of Life.